# Nyíregyháza-Kertváros
Nyíregyháza-Kertváros (egykoron: Friedmann és Ságvári lakótelep) Szabolcs-Szatmár-Bereg vármegye székhelyének, Nyíregyházának az egyik városrésze. A Kertváros valószínűleg már a 20. századtól a városhoz tartozott, habár ekkor még nem ezen a néven. Ma egy kellemes kis lakóterület, zöld növényzettel, játszóterekkel, sor- és kertesházakkal.

## Fekvése
A Kertváros Nyíregyháza dél-nyugati részét képezi.

## Története
Nem lehet tudni pontosan hogy ez a rész mióta lakott vagy használt, de az biztos, hogy az 1950-es évekig Friedmann telepnek hívták. A telep valószínűleg az 1920-as évek idején alakult, a nagy lakásínség időszakában. Friedmann Sélig adományozott kölcsönöket, azoknak akik a házépítéshez felvett állami hiteleket nem tudták törleszteni. Ez a környék így fejlődött ki.
A mai Kertváros három telepből áll, az egykori Friedmann, az Eletó és a Moravszki telepből. Ma már csak egyszerűen Kertváros vagy Ságvári lakótelep eme hely neve.

## Nevezetességei
- Hősök temetője

## Külső hivatkozások
- Nyíregyháza.lap.hu - linkgyűjtemény